# Mosquée Ulu
La mosquée Ulu ( en azerbaïdjanais : Ulu məscid ), ou Mosquée Djuma ( en azerbaïdjanais : Cümə məscidi ), est une mosquée située dans le village d'İlisu , à raion de Qax en Azerbaïdjan.

## Histoire
La mosquée Ulu, située au village d'Ilisu, dans la région de Gakh, a été construite au XVIIIe siècle.
La mosquée a été placée sous la protection de l'État en tant que monument architectural de l'histoire et de la culture d'importance locale par ordre du Cabinet des ministres de la République d'Azerbaïdjan.

## Description
La mosquée a la forme d'un rectangle fortement allongé mesurant 13 × 26 m avec l'axe de composition principal Nord-Sud. Le rectangle se compose de deux carrés, qui, à leur tour, sont divisés en neuf cellules à l'aide de supports cruciformes en pierre et d'arcs en ogive reposant sur eux.

## Galerie

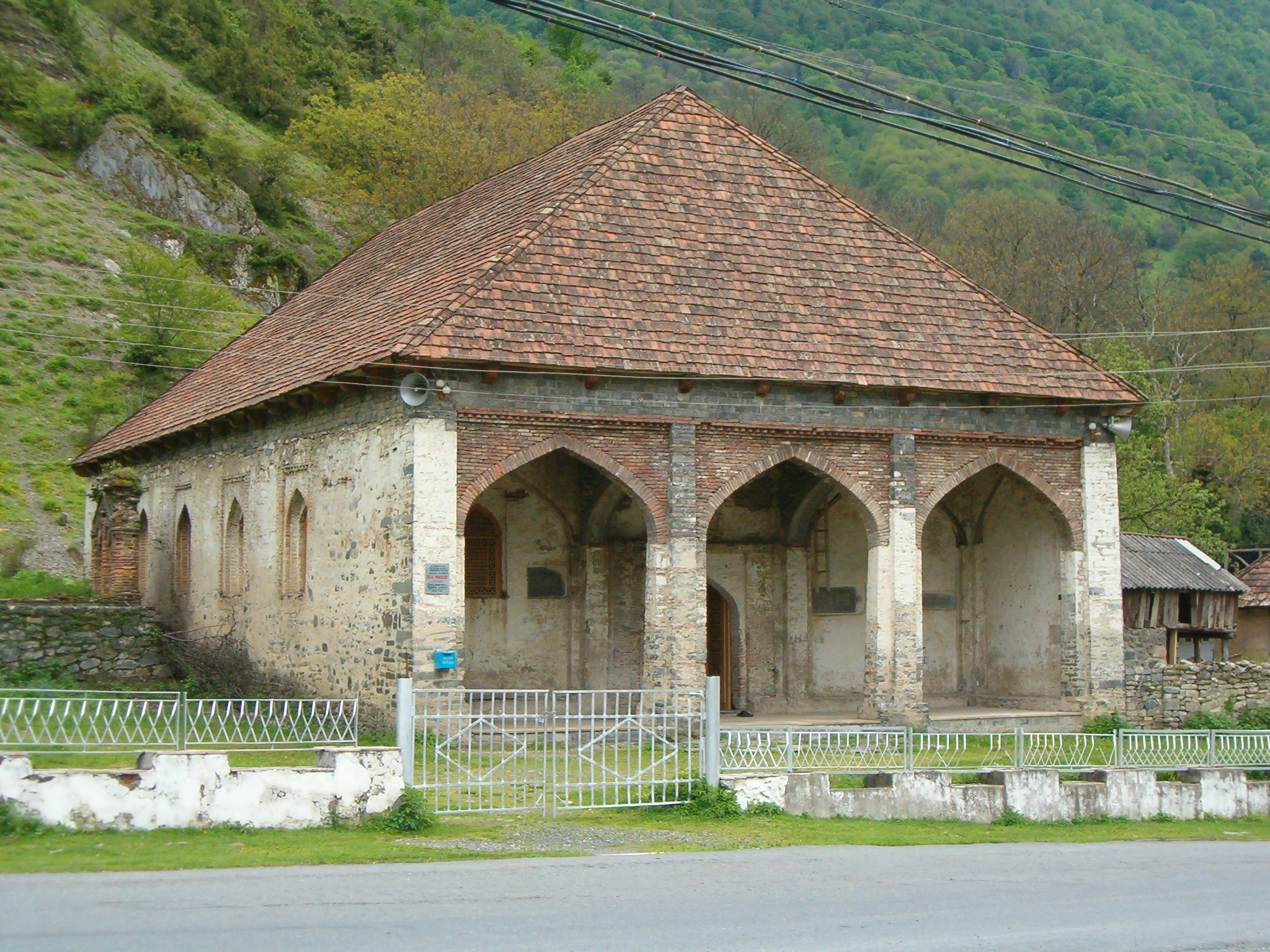
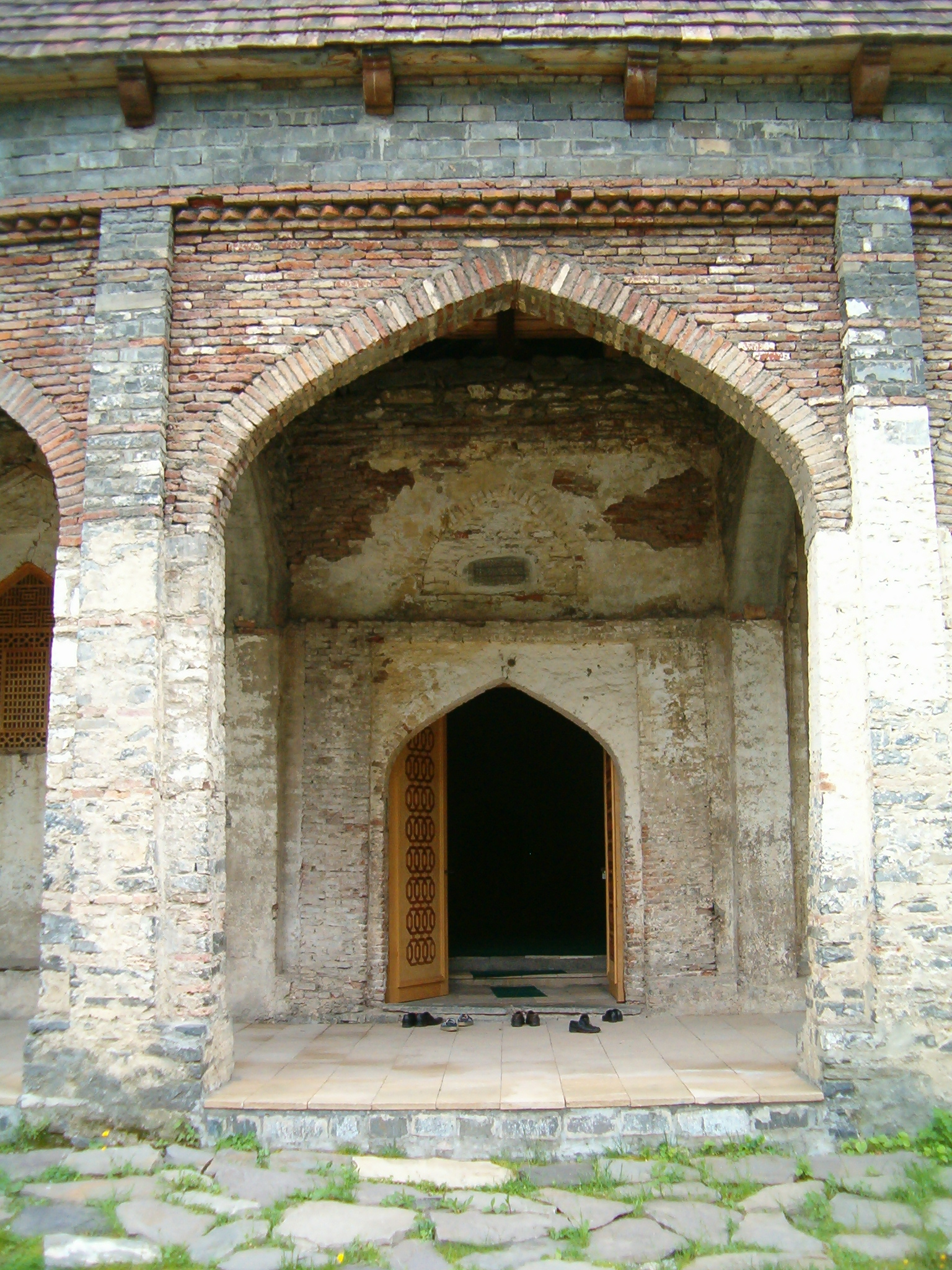
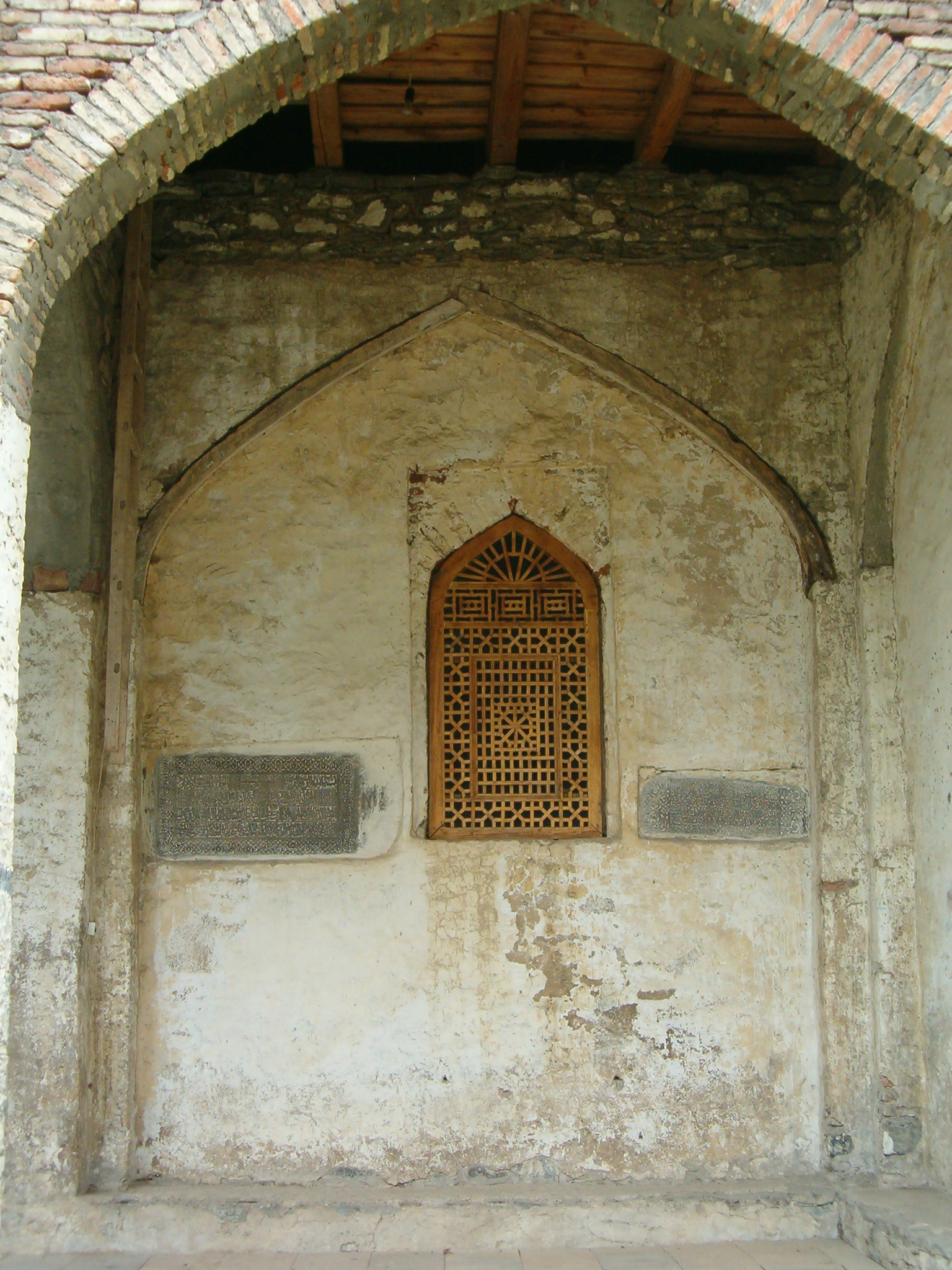
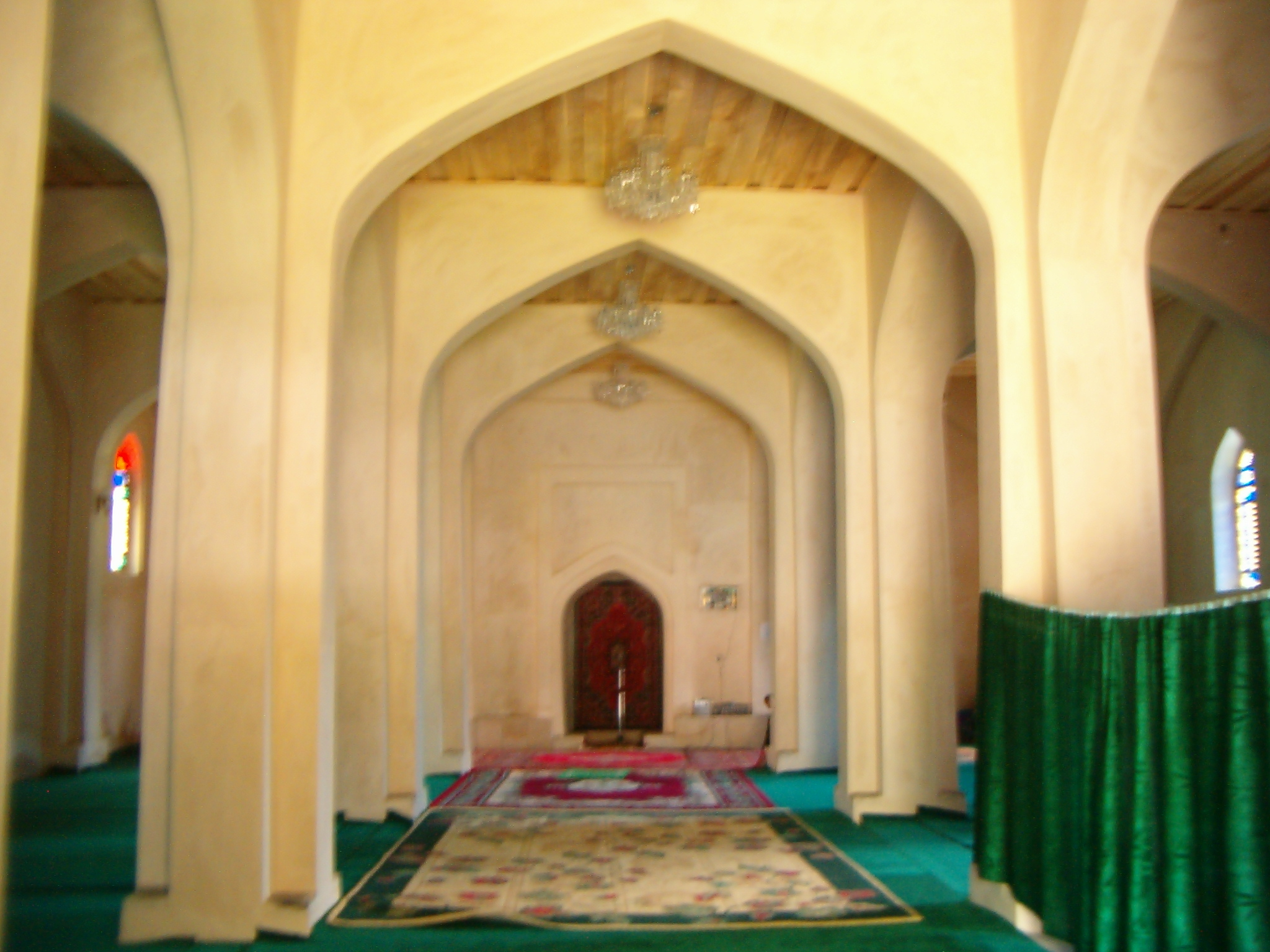